# Epilius Romanus
Epilius Romanus war ein antiker römischer Toreut (Metallbildner), der um die Zeitenwende in Italien tätig war.
Epilius Romanus ist heute nur noch aufgrund eines Signaturstempels auf einer Bronzekasserolle bekannt. Diese wurde im Körpergrab Nummer 3 von Straky, Okres Nymburk, heute Tschechien gefunden. Es befindet sich mittlerweile im Tschechischen Nationalmuseum in Prag. Die Signatur lautet lateinisch EPILI ROM, ergänzt Epili Romani, Genitiv von Epilius Romanus.

## Einzelbelege
1. ↑  Inventarnummer 55709; Richard Petrovszky: Studien zu römischen Bronzegefäßen mit Meisterstempeln. Leidorf, Buch am Erlbach 1993, S. 258–259, Nr. E.03.01; CIL 13, 10036,86.

| Personendaten    | Personendaten            |
| ---------------- | ------------------------ |
| NAME             | Epilius Romanus          |
| KURZBESCHREIBUNG | antiker römischer Toreut |
| GEBURTSDATUM     | 1. Jahrhundert v. Chr.   |
| STERBEDATUM      | 1. Jahrhundert           |